# N564 (België)
De N564 is een korte gewestweg in België tussen Saint-Symphorien (N90) en Spiennes (N40). De weg heeft een lengte van een kleine tweetal kilometer.
De gehele weg bestaat uit twee rijstroken voor beide rijrichtingen samen.

## Plaatsen langs N564
- Saint-Symphorien
- Spiennes